# Franciszek Kocimski
Franciszek Kocimski (ur. 24 maja 1905 w Żółkwi, zm. 14 marca 1984 w Warszawie) – polski architekt, uczestnik wojny polsko-bolszewickiej i kampanii wrześniowej, od 1948 związany ze Szczecinem, współorganizator i dziekan Wydziału Architektury Szkoły Inżynierskiej, główny architekt województwa szczecińskiego.

## Życiorys
Urodził się w pobliżu Lwowa. W wieku 15 lat był uczestnikiem wojny polsko-bolszewickiej. W następnych latach studiował na Wydziale Architektury Politechniki Lwowskiej. Po ukończeniu studiów w 1938 pracował do wybuchu II wojny światowej w Zarządzie Architektury Miasta Lwowa i w biurach architektoniczno-budowlanych. Projektował i realizował liczne budynki mieszkalne, biurowe i obiekty sanatoryjne.
W okresie wojny dostał się do niewoli radzieckiej, z której zbiegł wracając do Lwowa, gdzie przebywał do 1944; był m.in. pracownikiem towarzystw ubezpieczeniowych.
Po wojnie znalazł się – jak wielu byłych mieszkańców Lwowa, Wilna i ich okolic – w zrujnowanym Szczecinie, przekazanym Polsce jako część rekompensaty za utracone Kresy Wschodnie (zgodnie z postanowieniami konferencji jałtańskiej i poczdamskiej).
Od 1948 współorganizował Wydział Architektury w powstającej szczecińskiej Szkole Inżynierskiej, a od 1949 był jego dziekanem. Otrzymał stanowisko profesora kontraktowego, został też kierownikiem Katedry Budownictwa Ogólnego, a następnie Zakładu Projektowania Wstępnego i Kompozycji Architektonicznej. Rozwój Wydziału Architektury był możliwy m.in. dzięki aktywności dziekana w poszukiwaniu i werbowaniu kadr z innych ośrodków akademickich w kraju.

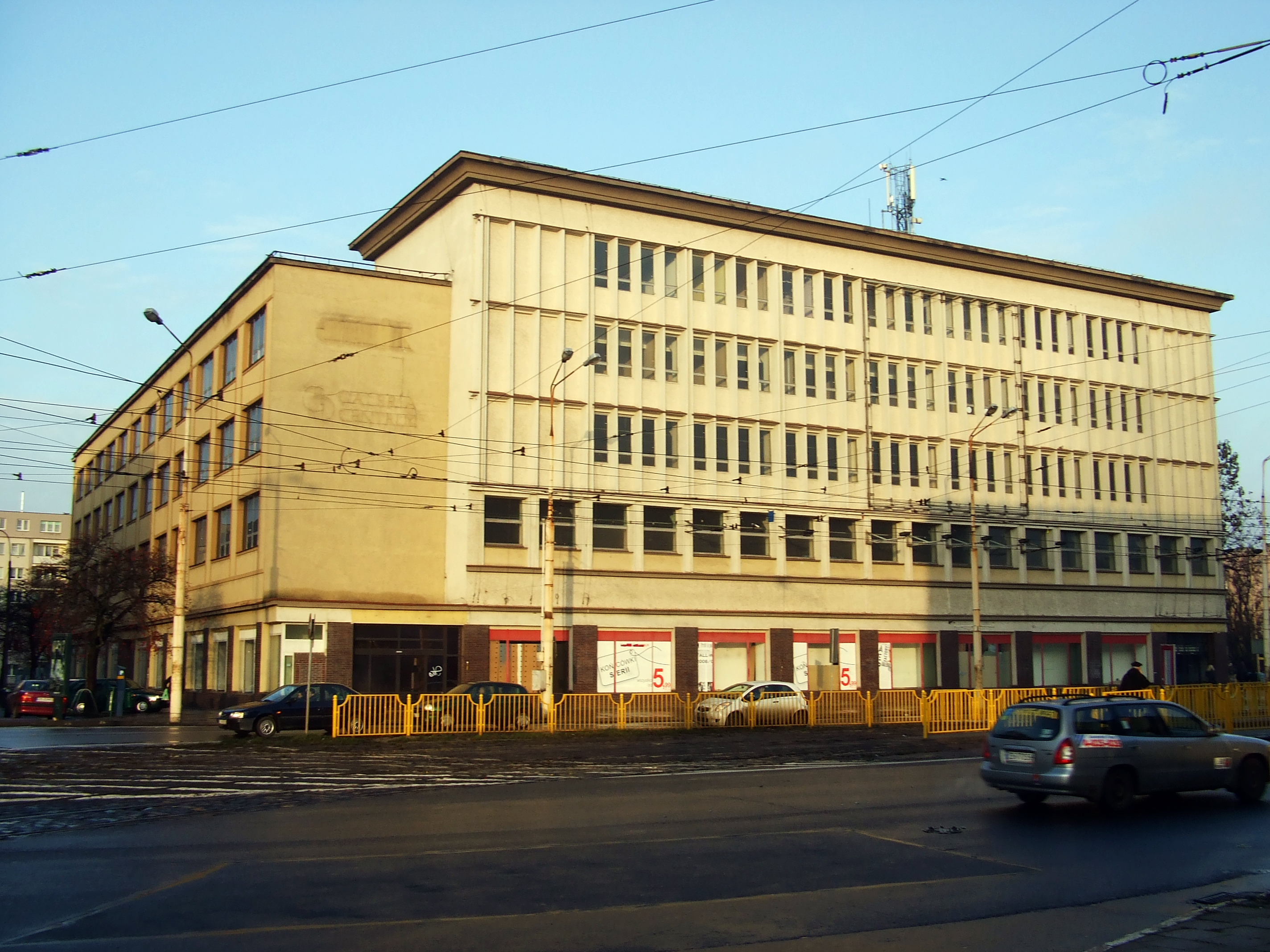
Dom towarowy „Posejdon” (później „Galeria Centrum”) w Szczecinie

W kolejnych latach był zatrudniony w jako zastępca profesora i starszy wykładowca w Politechnice Szczecińskiej (PS), w którą przekształcono Szkołę Inżynierską. Wydział Architektury przekształcono w Wydział Budownictwa Lądowego i Wodnego PS (później ZUT w Szczecinie). Franciszek Kocimski pełnił w roku 1954 funkcję dziekana WBLiW.
Poza działalnością na uczelni Franciszek Kocimski zajmował się problemami architektonicznymi miasta Szczecin, zniszczonego w 1944 w wyniku nalotów alianckich (zob. np. Stocznia Szczecińska > Naloty alianckie w roku 1944) i innych miejscowości województwa szczecińskiego. Był w 1951 głównym autorem odbudowy Domu handlowego „Posejdon” koło Bramy Portowej. W latach 1955–1958 zajmował stanowisko głównego architekta województwa szczecińskiego. Należał do Stowarzyszenia Architektów Polskich i był prezesem Zarządu Oddziału.
Został pochowany na cmentarzu Centralnym w Szczecinie.

## Odznaczenia i upamiętnianie[1]
- Krzyż Obrony Lwowa
- Krzyż Niepodległości
- Krzyż Oficerski Orderu Odrodzenia Polski
- W 1999 znalazł się na liście „Szczecinianie Stulecia”, stworzonej na podstawie wyników plebiscytu Gazety Wyborczej (wyd. szczecińskie), Polskiego Radia Szczecin i TVP Szczecin[4] (miejsce 70–73)[c].